# .tv
.tv je vrhovna internetska domena (country code top-level domain - ccTLD) za Tuvalu. Domenom upravlja The .tv Corporation.

## Vanjske poveznice
- IANA .tv whois informacija  Arhivirana inačica izvorne stranice od 21. kolovoza 2008. (Wayback Machine)